# Hakan Çavuşoğlu

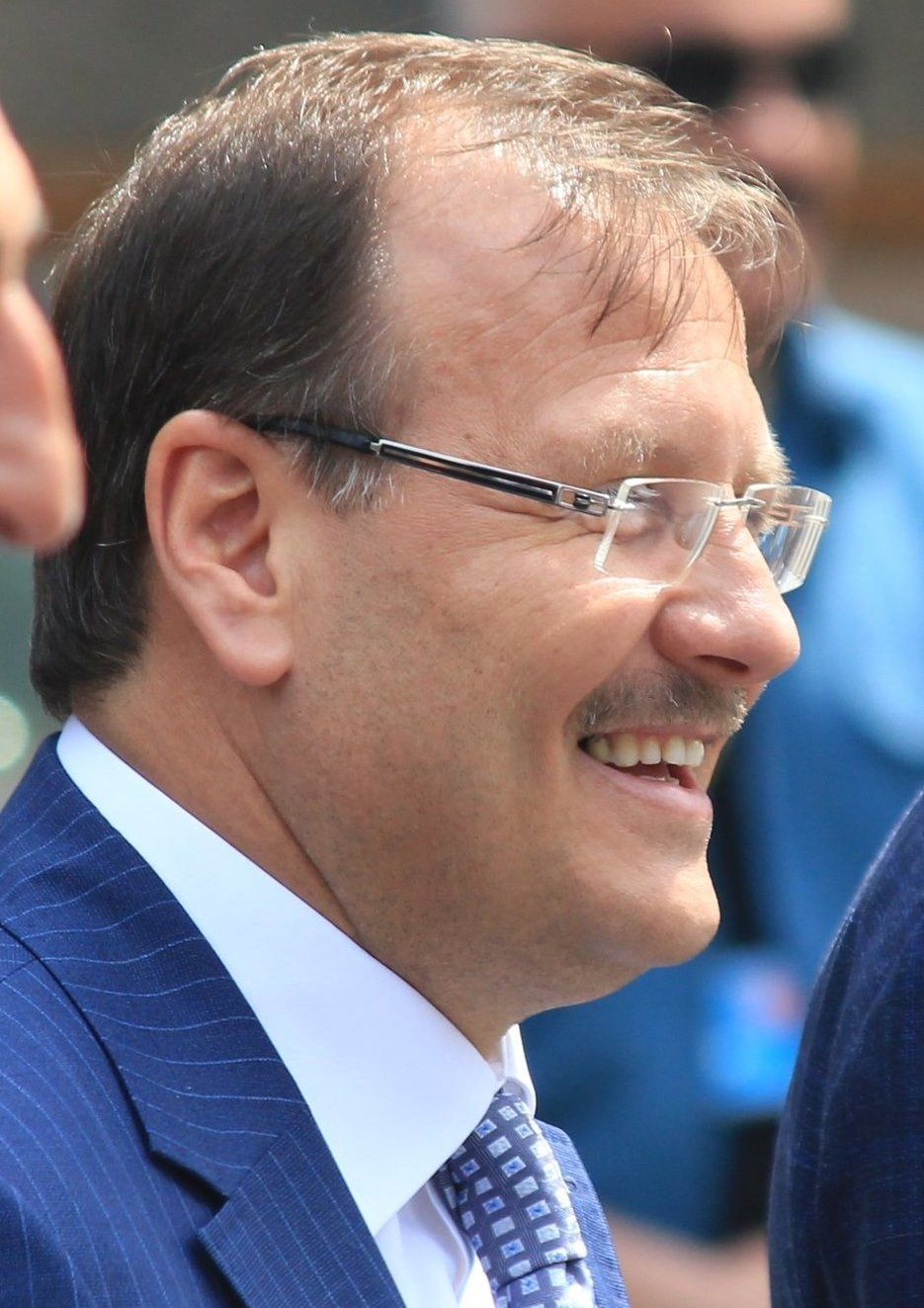
Hakan Çavuşoğlu (Mitte)

Hakan Çavuşoğlu (* 26. Februar 1972 in Komotini, Griechenland) ist ein türkischer Politiker der Partei für Gerechtigkeit und Aufschwung (AKP) und war von Juli 2017 bis Juli 2018 stellvertretender Ministerpräsident im Kabinett von Binali Yıldırım.

## Leben
Çavuşoğlu arbeitete als Anwalt nach seinem Abschluss an der Universität Ankara. Seit der Parlamentswahl 2011 ist er für Bursa als Abgeordneter der AKP im Türkischen Parlament vertreten. Am 19. Juli 2017 wurde er im Zuge einer Kabinettsumwandlung als stellvertretender Ministerpräsident vorgestellt.
Neben Griechisch spricht er Englisch und Arabisch. Çavuşoğlu ist verheiratet und Vater zweier Kinder.